# Toquinho
Toquinho, nome artístico de Antonio Pecci Filho ORB (São Paulo, 6 de julho de 1946), é um cantor, arranjador, compositor e violonista brasileiro.
Foi incluído na lista 30 maiores ícones brasileiros da guitarra e do violão (Categoria: "Mestres Acústicos") da revista Rolling Stone Brasil, em 2012.

## Biografia
Antonio Pecci Filho nasceu na cidade de São Paulo. O apelido Toquinho foi dado por sua mãe e já aos quatorze anos ele começou a ter aulas de violão com Paulinho Nogueira. Estudou harmonia com Edgar Janulo, violão clássico com Isaías Sávio, orquestração com Leo Peracchi e Oscar Castro-Neves. Em 1967, trabalhou como arranjador instrumental no LP "Onze Sambas e uma Capoeira", de Paulo Vanzolini.
Em 1970 compôs, com Jorge Ben Jor, seu primeiro grande sucesso, Que Maravilha. Ainda nesse ano, Vinicius de Moraes o convidou para participar de espetáculos em Buenos Aires, formando uma sólida parceria que durou onze anos (e encerrou-se com a morte de Vinicius de Moraes), 120 canções, 25 discos e mais de mil espetáculos. Entre as composições da parceria destacam-se: O Bem-amado, Como dizia o poeta, Carta ao Tom 74, entre outras.
Toquinho foi muito amigo de Vinicius de Moraes e diz "Aproveitei Vinicius até o fim" porque moravam juntos e estava no momento da morte do eterno parceiro.
Em 1983, lançou "Aquarela", um dos clássicos da música brasileira. No mesmo ano lança o álbum "Casa de Brinquedos", contendo a faixa "O Caderno". 

## Discografia

### Anos 1960
- O Violão de Toquinho 1966
- La vita, amico, è l'arte dell'incontro 1969

### Anos 1970
- Toquinho 1970
- Vinicius de Moraes en "La Fusa" con Maria Creuza y Toquinho 1970
- Como Dizia o Poeta…Música Nova 1971
- Per vivere un grande amore 1971
- São Demais os Perigos desta Vida… (1971)
- Toquinho e Vinícius (1971)
- Vinicius + Bethania + Toquinho en La Fusa - Mar Del Plata (1971)
- Vinícius Canta "Nossa Filha Gabriela" (1972)
- O Bem Amado - trilha sonora original da telenovela (1973)
- Poeta, Moça e Violão - Vinicius, Clara Nunes, Toquinho (1973)
- Toquinho & Guarnieri - Botequim (1973)
- Toquinho - Boca da Noite (1974)
- Toquinho, Vinícius e Amigos (1974)
- Fogo sobre Terra - trilha sonora original da telenovela (1974)
- Vinícius & Toquinho (1974)
- Vinícius / Toquinho (1975)
- Toquinho e Vinícius - O Poeta e o Violão (1975)
- La voglia, la pazzia, l'incoscienza, l'allegria (1976)
- Toquinho - Il Brasile nella chitarra strumentale - Torino - Itália (1976)
- Toquinho Tocando 1977 (1977)
- The Best of Vinicius & Toquinho (1977)
- Tom, Vinícius, Toquinho, Miúcha (1977)
- Enciclopédia da Música Brasileira - Toquinho (1978)
- Toquinho Cantando - Pequeno Perfil de um Cidadão Comum (1978)
- 10 Anos de Toquinho e Vinícius (1979)

### Anos 1980
- Paulinho Nogueira e Toquinho - Sempre Amigos (1980)
- Um Pouco de Ilusão (1980)
- A Arca de Noé (1980)
- A Arca de Noé - 2 (1980)
- Toquinho, la chitarra e gli amici (1981)
- Doce Vida (1981)
- Toquinho ao Vivo em Montreaux (1982)
- Toquinho - Acquarello (1983)
- Toquinho - Acuarela (1983)
- Toquinho - Aquarela (1983)
- Casa de Brinquedos (1983)
- Toquinho; O Caderno (1983)
- Sonho Dourado (1984)
- Bella la vita (1984)
- A Luz do Solo (1985)
- Coisas do Coração (1986)
- Le storie di una storia sola (1986)
- Vamos Juntos - Toquinho Live at Bravas Club'86 Tokyo (0001)
- Canção de Todas as Crianças (1987)
- Made in Coração (1988)
- Toquinho in Canta Brasil (1989)
- Toquinho - À Sombra de um Jatobá (1989)

### Anos 1990
- Toquinho Instrumental 1990
- El viajero del sueño (1992)
- Il viaggiatore del sogno (1992)
- O Viajante do Sonho (1992)
- La vita è l'arte dell'incontro (1993)
- Trinta Anos de Música (1994)
- Toquinho e suas Canções Preferidas (1996)
- Canções dos Direitos da Criança (1997)
- Brasiliando (1997)
- Toquinho - Italiano (1999)
- Toquinho - Paulinho Nogueira (1999)
- Vivendo Vinicius - ao vivo - com Baden Powell, Carlos Lyra, Miúcha e Toquinho (1999)
- Sinal Aberto - Toquinho e Paulinho da Viola (1999)

### Anos 2000
- Coleção Toquinho e Orquestra (2001)
- Canciones de los derechos de los niños (2001)
- Toquinho - Amigos e Canções - Coletânea da Revista Reader's Digest (2002)
- Herdeiros do Futuro - com Projeto Guri (2002)
- Ensinando a Viver (2002)
- Toquinho e Orquestra Jazz Sinfônica (2002)
- CD Só tenho tempo pra ser feliz (2003)
- Toquinho - Le canzoni della mia vita (2003)
- Toquinho - Bossa Nova Para Sempre (2004)
- CD / DVD - Toquinho no Mundo da Criança (2005)
- Mosaico - músicas de Toquinho e Paulo César Pinheiro (2005)
- CD / DVD Passatempo - Retrato de uma época (2005)
- DVD Só tenho tempo pra ser feliz - ao vivo (2005)
- A Vida Tem Sempre Razão - Tributo a Toquinho - CD de Silvia Goés, Ivâni Sabino e Pepa D'Elia (2006)
- CD - O poeta, a moça e o violão - Vinicius, Clara Nunes e Toquinho (2008)
- CD / DVD - Toquinho e MPB-4 - 40 anos de música (2008)

### Anos 2010
- Toquinho e Paulo Ricardo cantam Vinícius (2011)
- Quem Viver Verá (2011)

### Coletâneas
- Maxximum (2005)

## Outras imagens

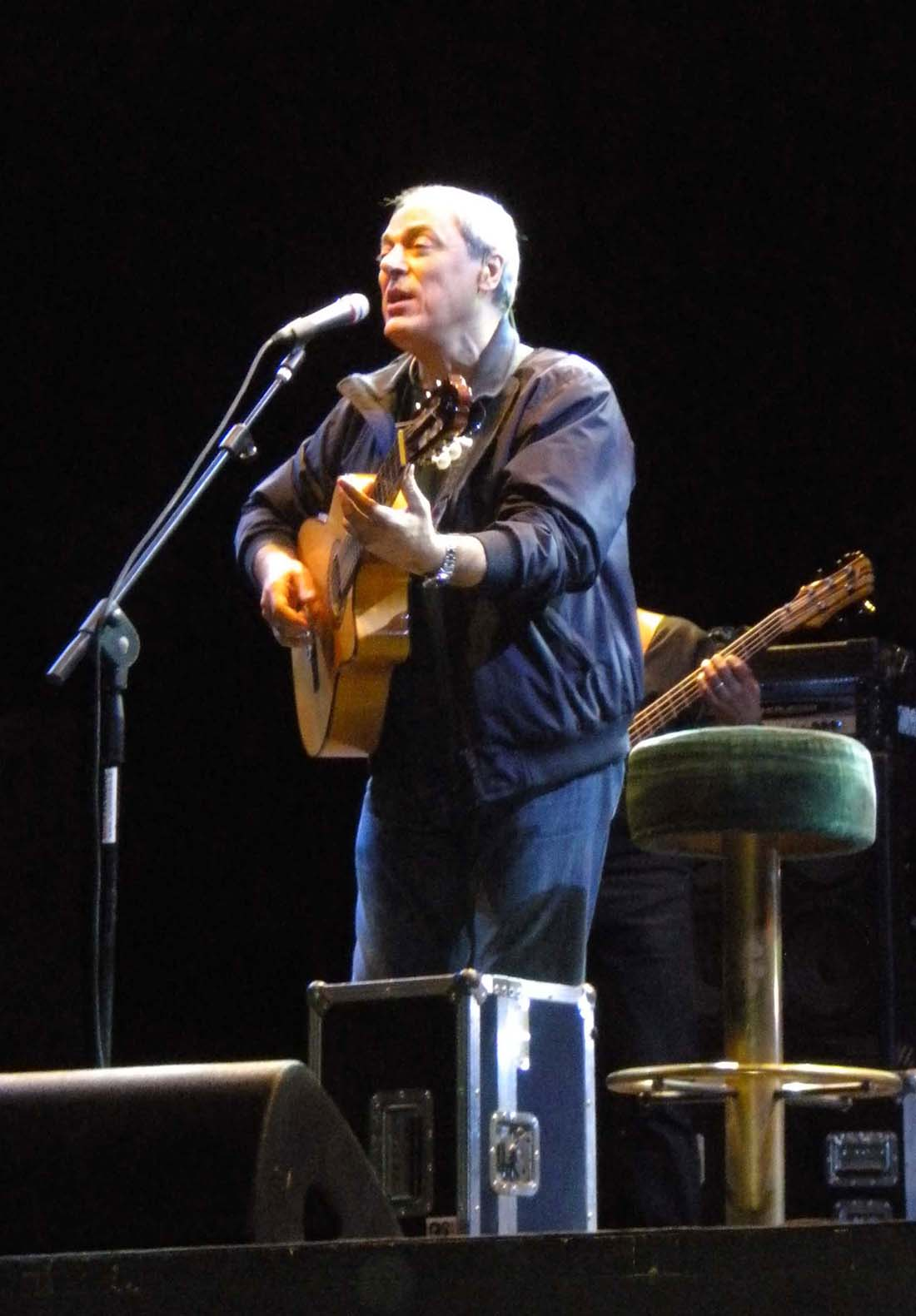
Toquinho, num show em Cremona, Itália, 5 de agosto de 2010.
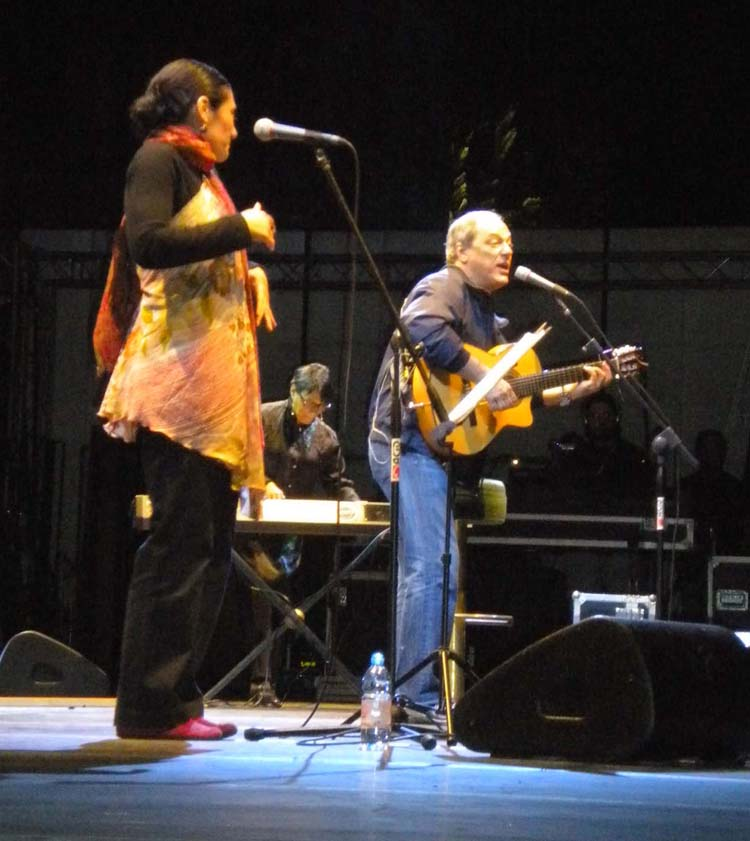
Toquinho em dueto com Badi Assad no mesmo show em Cremona, Itália.
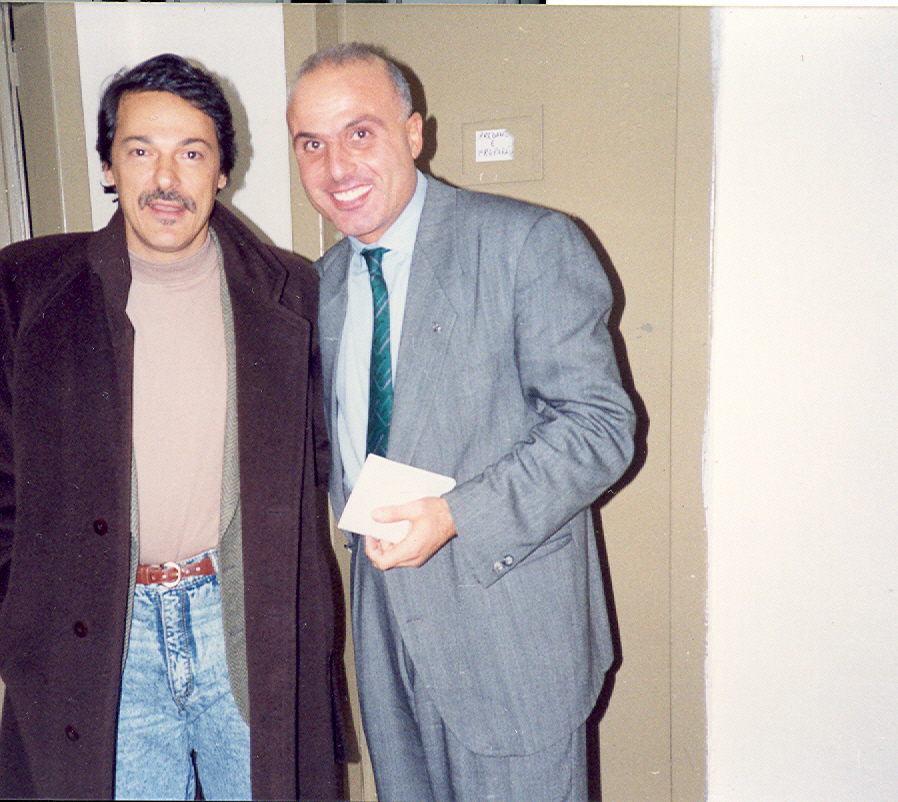
Toquinho com o jornalista Gildo De Stefano, no Festival Internacional do Violão, em 1995.
Vinicius de Moraes e Toquinho, 1973.
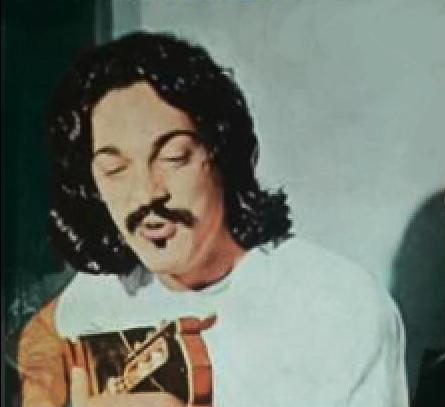
Toquinho, anos 70.
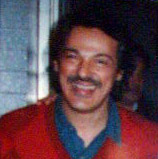
Toquinho em março de 1990.
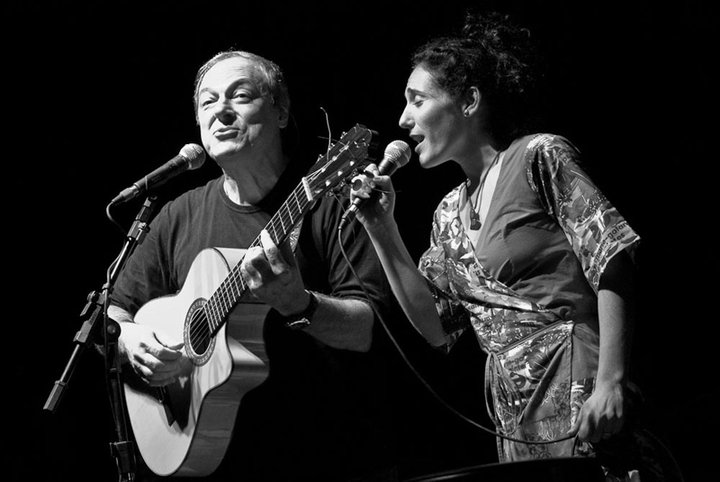
Toquinho e Badi Assad na 32ª Semana Guiomar Novaes, 7 de setembro de 2009.
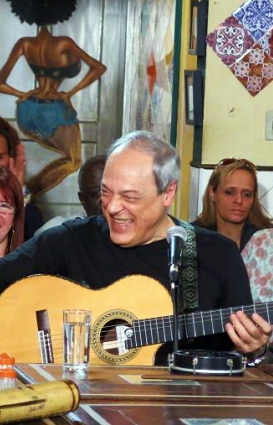
Toquinho no dia 15 de outubro de 2013, programa Samba na Gamboa, da TV Brasil.
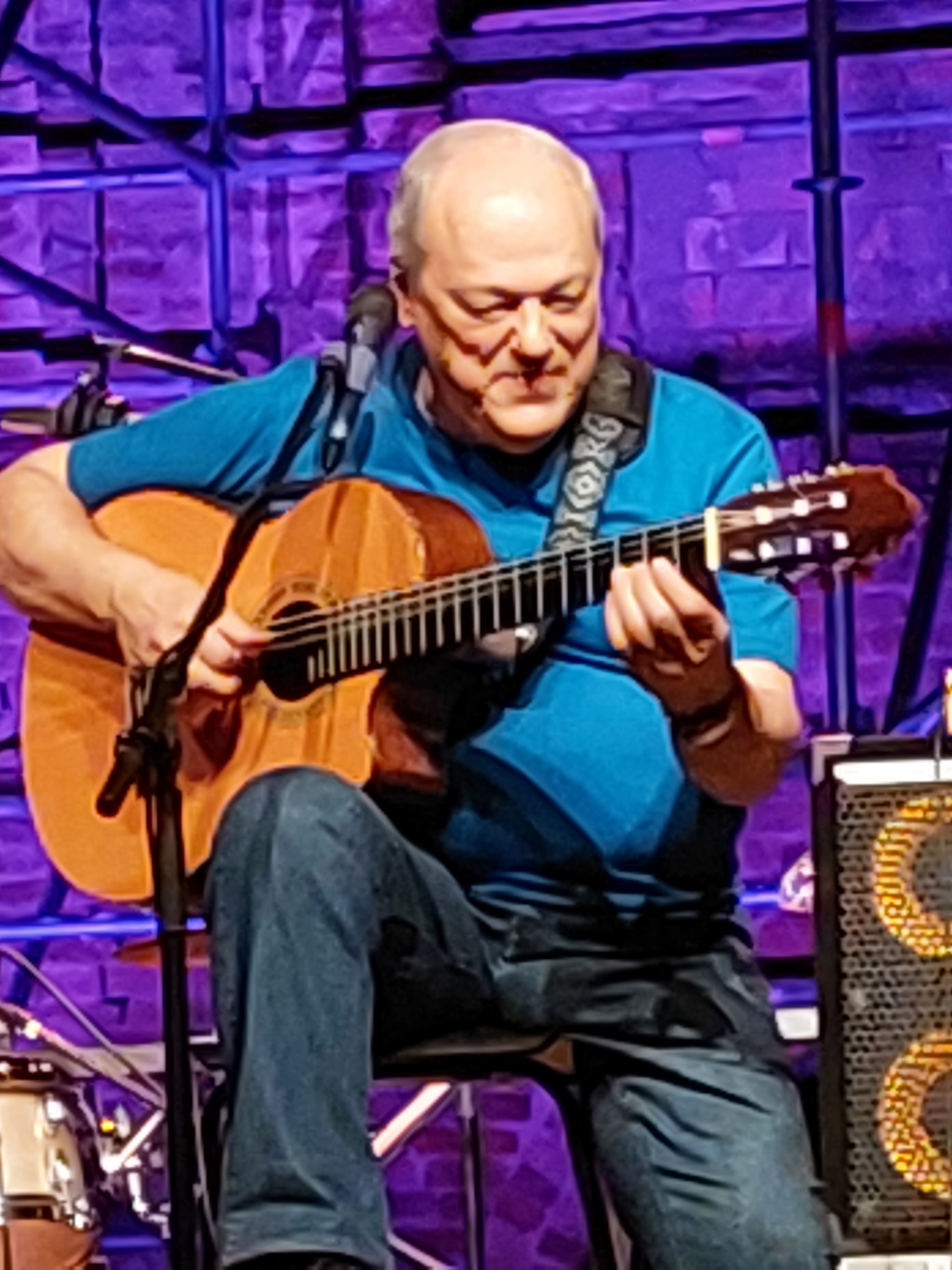
Toquinho, num show em Piacenza, Itália, 22 de julho de 2022.
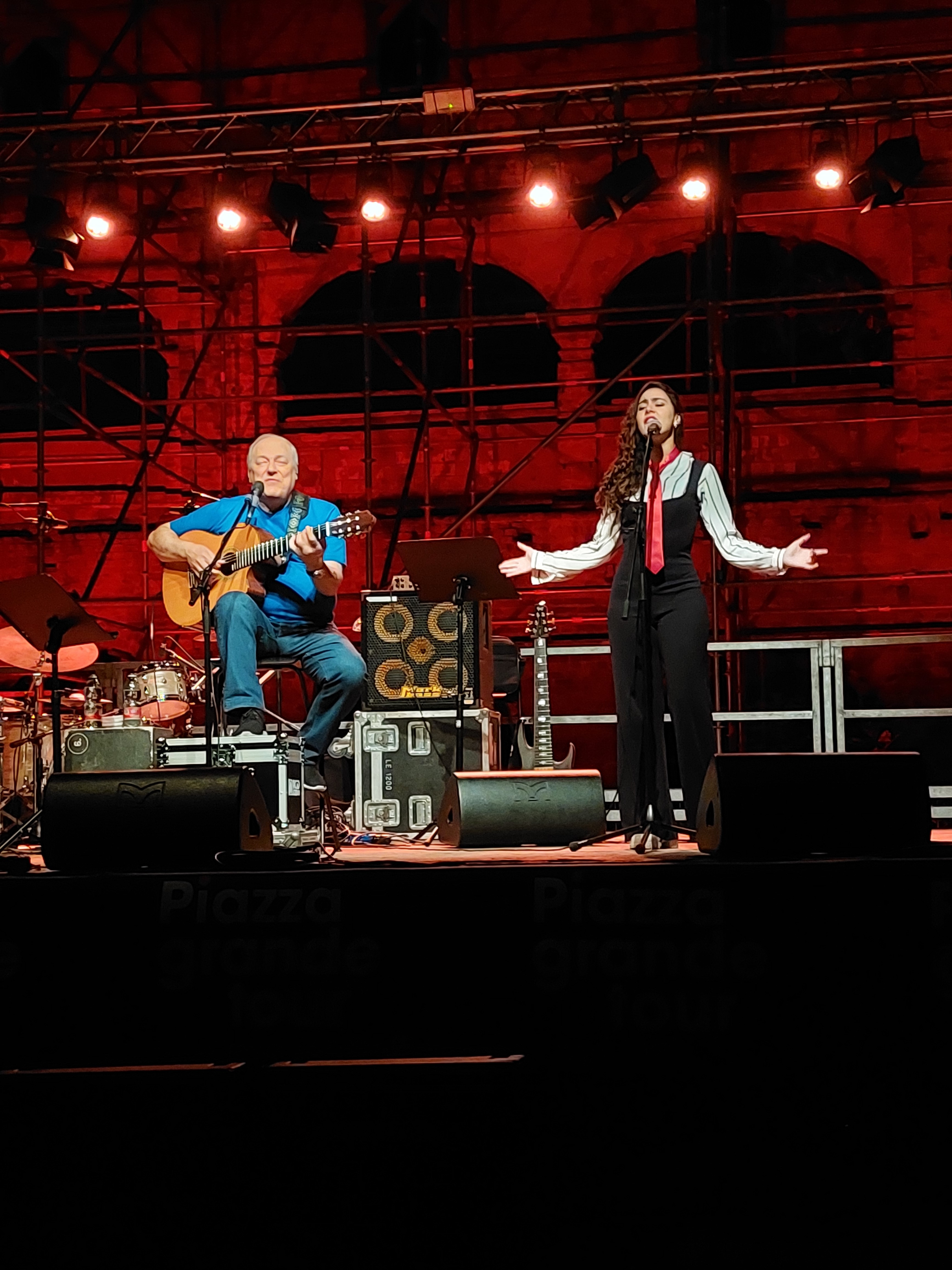
Toquinho em dueto com Camilla Faustino no mesmo show em Piacenza, Itália.

## Filmografia
- Musicalmente Toquinho (gravado na Suiça) (1983)
- Toquinho (2001)
- Toquinho Live Concert (lançado na Itália) (2001)
- Tons do Brasil - Toquinho (2003)
- Toquinho - Tributo à Bossa Nova (2004)
- CD / DVD - Toquinho no Mundo da Criança (2005)
- Só tenho tempo pra ser feliz - Ao Vivo (2005)
- Passatempo - Retrato de uma época (2007)
- Jobim, Vinicius, Toquinho & Miucha - I Concerti Live - gravado em 1978 (2008)
- Toquinho - I Concerti Live - gravado em 1983 (2008)
- Toquinho - Programa Ensaio - gravado em 1990 (2008)
- Toquinho e MPB-4 - 40 anos de música (2009)

## Prêmios
| Ano  | Condecoração              | Grau                | Concedente                | Ref.  |
| ---- | ------------------------- | ------------------- | ------------------------- | ----- |
| 2006 | Ordem de Rio Branco       | Oficial suplementar | Luiz Inácio Lula da Silva | [ 5 ] |
| 2021 | Melhor Álbum Instrumental | Vencedor            | Grammy Latino             | [ 6 ] |